# باتريك كوليسون
باتريك كوليسون (ولد في 9 سبتمبر 1988) هو رجل أعمال أيرلندي من مقاطعة تيبيراري. هو المؤسس المشارك والرئيس التنفيذي لشركة سترايب، التي بدأها مع شقيقه الأصغر جون عام 2010. فاز باتريك بالمعرض الحادي والأربعين للعلماء والتكنولوجيا في عام 2005 وهو في سن السادسة عشرة.
يعيش كوليسون حاليًا في سان فرانسيسكو بكاليفورنيا. تبلغ قيمة الشقيقين الآن 2.1 مليار دولار على الأقل لكل منهما  وذلك بعد أن حصلت شركتهما علي 150 مليون دولار من (CapitalG) وهو قسم استثمار تابع لشركة ألفابت الشركة الام لجوجل.

## نشأته
ولد باتريك كوليسون للأبوين ليلي ودينيس كوليسون عام 1988 في مويروس. هو الأخ الأكبر من ثلاثة، حصل باتريك علي أول دورة للكمبيوتر له عندما كان في سن الثامنة من جامعة ليميريك بدأ بعدها تعلم البرمجة في سن العاشرة. تعلم باتريك في كلية(Castletroy) بمقاطعة ليميريك.